# (3038) Bernes
(3038) Bernes (1978 QB3; 1955 RG; 1959 TG) ist ein ungefähr vier Kilometer großer Asteroid des inneren Hauptgürtels, der am 31. August 1978 vom russischen (damals: Sowjetunion) Astronomen Nikolai Stepanowitsch Tschernych am Krim-Observatorium (Zweigstelle Nautschnyj) auf der Halbinsel Krim (IAU-Code 095) entdeckt wurde.

## Benennung
(3038) Bernes wurde nach dem Schauspieler und Estrada-Sänger Mark Naumowitsch Bernes (1911–1969) aus dem Russischen Kaiserreich, der Provisorischen Regierung, der Russischen Sozialistischen Föderativen Sowjetrepublik und der Sowjetunion benannt.